# 1103
Het jaar 1103 is het 3e jaar in de 12e eeuw volgens de christelijke jaartelling.

## Gebeurtenissen
- Magnus III van Noorwegen, op veldtocht in Ierland, loopt in een hinderlaag en sneuvelt.
- Bohemund I van Antiochië, die gevangen was door de Danishmenden, wordt vrijgekocht.
- De abdij Notre-Dame du Vivier wordt gesticht (vermoedelijke datum)
- Voor het eerst genoemd: Genk

## Geboren
- 24 februari - Toba, keizer van Japan (1107-1123)
- 17 maart - Yue Fei, Chinees generaal
- 5 augustus - William Adelin, Engels prins
- Alfons Jordaan, graaf van Toulouse en Rouergue
- Hendrik II van Eilenburg, markgraaf van Meißen
- Adelheid van Leuven, echtgenote van Hendrik I van Engeland (jaartal bij benadering)
- Harald IV, koning van Noorwegen (1130-1136) (jaartal bij benadering)

## Opvolging
- Fézensac - Almerik II opgevolgd door zijn zoon Astanovus II
- Meißen - Hendrik I van Eilenburg opgevolgd door zijn postume zoon Hendrik II van Eilenburg onder voogdij van diens moeder Gertrudis van Brunswijk
- Noorwegen - Magnus III opgevolgd door zijn zoons Øystein I, Sigurd I en Olaf Magnusson
- Savoye - Humbert II opgevolgd door zijn zoon Amadeus III

## Overleden
- 10 juli - Erik I, koning van Denemarken (1095-1103)
- 14 oktober - Humbert II (~31), graaf van Savoye
- Boedil Thurgotsdatter, echtgenote van Erik I van Denemarken
- Gabriel van Melitene (~48), heerser van Melitene
- Hendrik I van Eilenburg (~33), markgraaf van Meißen
- Isaac Alfasi (~90), Marokkaans joods rechtsgeleerde
- Kuno van Northeim, graaf van Beichlingen
- Magnus III Barrevoets, koning van Noorwegen (1093-1103)
- Manegold van Lautenbach, Duits theoloog (jaartal bij benadering)